# Panorama (Thessaloniki)

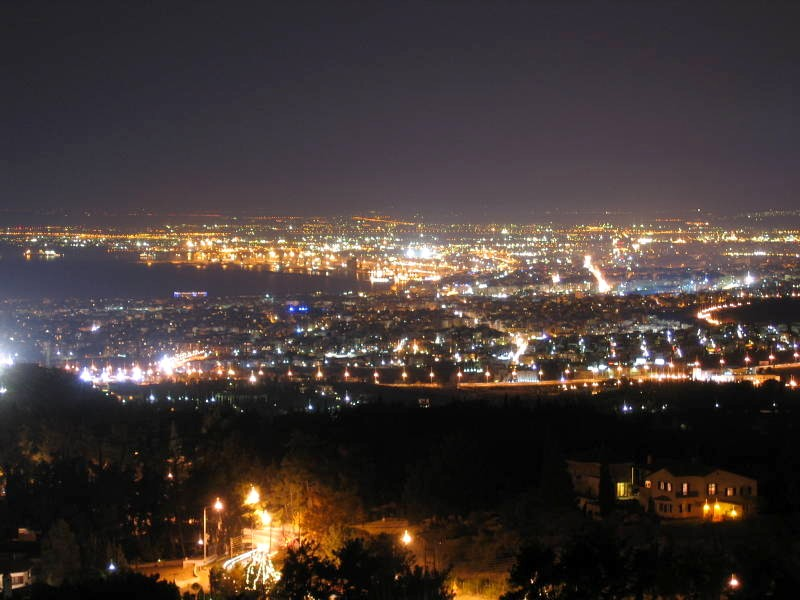
Blick auf Thessaloniki bei Nacht von Panorama aus

Panorama (griechisch Πανόραμα [paˈnɔrama] (n. sg.)) ist ein Vorort von Thessaloniki und liegt in dessen Südosten am westlichen Abhang des Chortiatis-Berges wenige Kilometer von der Küste des Thermaischen Golfs. Panorama war ab 1930 Landgemeinde (kinotita) in der Präfektur Thessaloniki und wurde 1994 zur Stadtgemeinde (dimos) erhoben. 2010 wurde Panorama in die neue Gemeinde Pylea-Chortiatis eingemeindet, wo es seither einen Gemeindebezirk bildet. Panorama wird zur Metropolregion Thessaloniki hinzugerechnet.
Panorama grenzt im Norden an die Ortschaften Chortiatis und Asvestochori, im Westen und Süden grenzt Panorama einerseits direkt an Thessaloniki und dessen Stadtteil Charilaou sowie an den Gemeindebezirk Pylea.
Durch die Lage am Hang des Chortiatis bietet den im Namen niedergelegten Ausblick über Thessaloniki und den Thermaischen Golf. Aufgrund dieser Lage und der Entfernung von der Innenstadt von Thessaloniki ist Panorama ein in den letzten Jahren bevorzugtes Siedlungsgebiet und weist daher steigende Einwohnerzahlen auf. 1981 hatte Panorama 4193 Einwohner. Bis 1991 hatte sich die Einwohnerzahl auf 10.275 mehr als verdoppelt. Bei der letzten griechischen Volkszählung 2011 wies Panorama 17.444 Einwohner auf.